# 京極高迢
京極 高迢（きょうごく たかとお）は、江戸時代中期の讃岐国丸亀藩の世嗣。官位は従五位下・中務少輔。

## 略歴
京極高綏（3代藩主・京極高或の三男）の長男として誕生。
伯父で第4代藩主・京極高矩の養子となり、宝暦8年（1758年）に第9代将軍・徳川家重に御目見する。翌年叙任するが、宝暦12年（1762年）に22歳で早世した。
代わって、高矩の長男・高中が嫡子となった。